# 克丽·威廉斯
克丽·威廉斯（英語：Kerri Williams，1993年12月18日—），旧姓高勒（Gowler），新西兰女子赛艇运动员。她曾代表新西兰参加2016年和2020年夏季奥林匹克运动会赛艇比赛，其中2020年奥运会获得一枚金牌和一枚银牌。

## 家庭
妹妹杰姬·高勒。